# Kastorf
Kastorf est une commune allemande du Schleswig-Holstein, située dans l'arrondissement du duché de Lauenbourg (Kreis Herzogtum Lauenburg), à mi-chemin entre les villes de Bad Oldesloe et Ratzeburg. Kastorf est l'une des onze communes de l'Amt Berkenthin dont le siège est à Berkenthin.